# Nonylamin
Nonylamin ist eine chemische Verbindung aus der Gruppe der Alkylamine.

## Eigenschaften
Nonylamin ist eine wenig flüchtige, farblose Flüssigkeit mit aminartigem Geruch, die schwer löslich in Wasser ist.

## Sicherheitshinweise
Die Dämpfe von Nonylamin können mit Luft ein explosionsfähiges Gemisch (Flammpunkt 63 °C) bilden.